# Баия-де-Бандерас
Баи́я-де-Бандерас (исп. Bahía de Banderas) — муниципалитет в Мексике, штат Наярит, с административным центром в посёлке Валье-де-Бандерас. Численность населения, по данным переписи 2010 года, составила 124 205 человек.

## Общие сведения
Название Bahía de Banderas, с исп. — «Залив Флагов», муниципалитет заимствовал у одноимённого залива, который так назвал Эрнан Кортес, когда его приветствовали индейцы флагами из разноцветных перьев.
Площадь муниципалитета равна 771 км², что составляет 2,75 % от территории штата. На севере он граничит с другим муниципалитетом Наярита — Компостелой, на юго-востоке с другим штатом Мексики — Халиско, а на западе омывается водами Тихого океана.

## Учреждение и состав
Муниципалитет был образован в 1989 году. В состав муниципалитета входит 236 населённых пунктов, самые крупные из которых:
| код INEGI | Населённый пункт                                                           | Численность населения (2005 год) | Численность населения (2010 год) |
| 020       | Всего                                                                      | 83 739                           | 124 205                          |
| 0083      | Сан-Хосе-дель-Валье (исп. San José del Valle)                              | 7 160                            | 22 541                           |
| 0053      | Мескалес (исп. Mezcales)                                                   | 3 814                            | 20 092                           |
| 0088      | Сан-Висенте (исп. San Vicente)                                             | 7 849                            | 14 324                           |
| 0013      | Бусериас (исп. Bucerías)                                                   | 11 059                           | 13 098                           |
| 0084      | Сан-Хуан-де-Абахо (исп. San Juan de Abajo)                                 | 9 161                            | 10 442                           |
| 0001      | Валье-де-Бандерас (исп. Valle de Banderas) (административный центр)        | 6 738                            | 7 666                            |
| 0043      | Лас-Харретадерас (исп. Las Jarretaderas)                                   | 5 589                            | 6 262                            |
| 0069      | Эль-Порвенир (исп. El Porvenir)                                            | 4 271                            | 6 046                            |
| 0027      | Крус-де-Уанакастле (исп. Cruz de Huanacaxtle)                              | 2 589                            | 3 171                            |
| 0106      | Корраль-дель-Риско (Пунта-де-Мита) (исп. Corral del Risco (Punta de Mita)) | 2 032                            | 2 304                            |